# 許琰
許琰（朝鮮語: 허염）は、高麗の文官、朝鮮の氏族金海許氏始祖。
金官加羅国の初代王首露王の妃のサータヴァーハナ朝の王女許黄玉の35代子孫であり、高麗の文宗時代に三重大匡を務め、駕洛君に封じられた。